# 前島利明
前島 利明（まえじま としあき、1993年12月13日 - ）は、トップイースト-Bクリーンファイターズ山梨に所属するラグビー選手。

## プロフィール
- 山梨県出身[1]。
- ポジションはプロップ(PR)。
- 身長 175cm、体重 106kg
- ニックネームはとしちゃん。

## 略歴
15歳からラグビーを始めた。
2012年、日川高校卒業後、法政大学に入学する。
2015年、法政大学ラグビー部のFWリーダーに就任した。
2016年、法政大学卒業後、NECグリーンロケッツ（現・NECグリーンロケッツ東葛）に加入。同年10月8日に行われたジャパンラグビートップリーグ第6節のパナソニック ワイルドナイツ戦に途中出場で公式戦初出場を果たす。
2022年、クリーンファイターズ山梨に加入。